# Pinus hartwegii
Pinus hartwegii Lindl. – gatunek drzewa z rodziny sosnowatych (Pinaceae). Występuje w górach Gwatemali, Hondurasu i Meksyku, głównie na wysokościach 2500–4000 m n.p.m., chociaż skrajnie sięga najniżej 2200 m i najwyżej 4300 m n.p.m.

## Morfologia
PokrójDrzewiasty, nawet na dużych wysokościach.
PieńDorasta do 31 m wysokości i 128 cm średnicy. Kora gruba, szorstka i łuszcząca się, głęboko spękana, ciemnobrązowa do szarej.
LiścieIgły zebrane w pęczki po 3–6, przeważnie po 5 lub, na niektórych obszarach, po 3. Osiągają długość (6) 10–17 (22) cm i (1) 1,2–1,5 mm szerokości. Są sztywne, proste lub zakrzywione.
SzyszkiSzyszki żeńskie wyrastają w okółkach po 2–6, po otwarciu są długie na 8–12 (15) cm i szerokie na 5–8 cm. Łuski nasienne mają lekko wzniesioną, brązową lub purpurowo-brązową apofyzę z czarnym, płaskim zgrubieniem (umbo). Nasiona o długości 5–6 mm, często z czarnymi plamkami. Nasiono z kleszczowatym skrzydełkiem o rozmiarach 12–20 na 7–12 mm.

## Biologia i ekologia
W Meksyku na korzeniach Pinus hatrwegii pasożytuje Arceuthobium vaginatum subsp. vaginatum, sosna ta jest też głównym gospodarzem A. globosum subsp. grandicaule. Drzewa silnie zainfekowane przez oba te gatunki roślin pasożytniczych wykazują mniejszą żywotność. W środkowym Meksyku zaobserwowano u takich okazów skrócenie długości igieł średnio o 36% w porównaniu ze zdrowymi drzewami, zmniejszenie przyrostu na grubość o 19% oraz na wysokość o 29%. Sosna Hartwega odporna jest natomiast na zainfekowanie przez A. abietis-religiosae.

## Systematyka i zmienność
Synonimy: P. montezumae Lamb. subsp. hartwegii (Lindl.) Engelm., P. montezumae var. hartwegii (Lindl.) Shaw, P. rudis Endl., P. montezumae Lamb. var. rudis (Endl.) Shaw, P. hartwegii Lindl. var rudis (Endl.) Silba, P. lindleyana Gordon, P. montezumae Lamb. var. lindleyana (Gordon) Parl., P. donnell-smithii Mast.
Pozycja gatunku w obrębie rodzaju Pinus:
- podrodzaj Pinus
  - sekcja Trifoliae
    - podsekcja Ponderosae
      - gatunek P. hartwegii

Sosna ta występuje od Nuevo León do Salwadoru na odseparowanych stanowiskach, co było przyczyną dzielenia gatunku na mniejsze jednostki systematyczne. Podział taki nie znalazł jednak potwierdzenia w zróżnicowaniu morfologicznym populacji na tyle, żeby uzasadniać wyodrębnienie podgatunku lub odmiany.
Takson ten został kilkakrotnie opisany niezależnie, w związku z występowaniem na dużym obszarze i w rozproszeniu. Lindley opisał go w 1839 r. na podstawie materiału zgromadzonego przez Karla Theodora Hartwega w górach wschodniego Michoacán. W 1847 r. Endlicher opisał go jako Pinus rudis, zaś Masters w 1891 r. jako P. donnell-smithii na podstawie materiału zebranego przez Donnella-Smitha w Gwatemali. W niektórych opracowaniach dotyczących sosen amerykańskich, np. Perry (1991), Pinus rudis Endl. i Pinus donnell-smithii Mast. są ujęte jako odrębne gatunki. W późniejszych pracach ten podział jest kwestionowany, jako że zestawy cech charakterystycznych opisane przez Perrego dla tych taksonów nakładały się na siebie, sprawiając, że przy ich użyciu taksony były praktycznie nie do rozróżnienia. Earle sygnalizuje, że potrzebna jest rewizja tych opisów i statusu taksonów, gdyż obserwowane są pewne różnice morfologiczne w populacjach w obrębie zasięgu zależnie np. od wysokości występowania.

## Zagrożenia
Międzynarodowa organizacja IUCN umieściła ten gatunek w Czerwonej księdze gatunków zagrożonych, przyznając mu kategorię zagrożenia LR/lc (lower risk/least concern), uznając go za gatunek najmniejszej troski, o niskim ryzyku wymarcia. Po ponownej ocenie w 2010 r. klasyfikację tę utrzymano jako LC i opublikowano w roku 2013.